# Tombe B17 en B18
Tombe B17 en B18 is de wetenschappelijke benaming voor de tombe van de legendarische farao Narmer, de farao die Opper- en Neder-Egypte verenigde. De tombe is gevestigd in de necropolis van Umm el-Qaab, een dorpje vlak bij de stad Abydos.

## Het graf

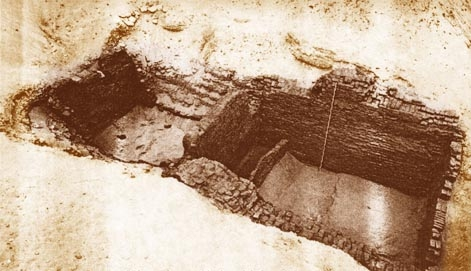
De tombe B17 & B18 van Narmer (B17 links en B18 rechts)

Het graf van Narmer bestaat tegenwoordig uit twee kuilen die met elkaar in verbinding staan. Deze kuilen zijn ooit bevoorraad geweest met grafgiften zoals potten en de koning lag erin. Het graf werd eerst gebouwd van hout en bakstenen gebakken in de zon. Op een gegeven moment viel de wand van kuil B18 om en werd deze herbouwd met hout en baksteen.
In kuil B17 zijn sporen aangetroffen van twee houten palen. Deze ondersteunden vermoedelijk het dak van het graf, dat er als een heuvel uitzag.